# Erwin Baur
Erwin Baur (16 avril 1875, à Ichenheim, Grand-duché de Bade - 2 décembre 1933) est un généticien et botaniste allemand. 

## Biographie
Baur travaille principalement sur la génétique des plantes. Il est directeur du Kaiser Wilhelm Institute for Breeding Research (depuis 1938 Erwin Baur-Institute). Baur est considéré comme le père de la virologie végétale. Il découvre l'hérédité des plastes.
En 1908, Baur isole un gène mortel dans la plante Antirrhinum. En 1909, travaillant sur les gènes des chloroplastes chez Pelargonium (géraniums), il montre qu'ils violent quatre des cinq lois de Mendel. Baur a déclaré que
1. les plastes sont porteurs de facteurs héréditaires capables de muter.
2. dans les plantes panachées, un tri aléatoire des plastes a lieu.
3. les résultats génétiques indiquent une transmission biparentale des plastes par les ovules et les spermatozoïdes chez le pélargonium.

Depuis les années 1930 et les travaux d'Otto Renner, l'hérédité des plastes est une théorie génétique largement acceptée.
En 1921 et 1932, avec Fritz Lenz et Eugen Fischer, Baur coécrit deux volumes qui deviennent le livre Menschliche Erblichkeitslehre (Human Heredity), qui a une influence majeure sur les théories raciales d'Adolf Hitler. Le travail sert d'inspiration principale pour le soutien biologique dans Mein Kampf d'Hitler.